# Katamenes libycus
Katamenes libycus är en stekelart som först beskrevs av Giordani Soika 1941.  Katamenes libycus ingår i släktet Katamenes och familjen Eumenidae. Utöver nominatformen finns också underarten K. l. contrarius.